# Melanolamia albosignata
Melanolamia albosignata är en skalbaggsart som först beskrevs av Hintz 1919.  Melanolamia albosignata ingår i släktet Melanolamia och familjen långhorningar. Inga underarter finns listade i Catalogue of Life.